# 台東区立図書館
台東区立図書館（たいとうくりつとしょかん）は、中央図書館、根岸図書館、石浜図書館、中央図書館浅草橋分室からなる台東区の公共図書館である。まちかど図書館として、くらまえオレンジ図書館、すこやかとしょしつがある。また、連携施設として上野桜木会館（旧谷中コミュニティセンター図書室）、いきいきプラザ、「はばたき21」情報コーナー（男女平等推進プラザ）がある。特殊コレクションに浅草文庫と池波正太郎記念文庫がある。
中央図書館は1962年1月23日に東京都台東区三筋2-15-8（旧三筋町2-1）に開館し、2001年8月15日に一旦閉館、同年9月26日に現在地の西浅草で移転開館した。
分館を合わせた総職員数は61名（2012年4月時点）。教育委員会が所管している。当初は、東京都台東区立図書館設置条例(昭和36年10月台東区条例第12号)で設置が定められていたが、同条例は廃止され、現在は、東京都台東区生涯学習センター条例（平成13年6月20日条例第55号）で定められている。

## 沿革
- 1962年1月23日 - 中央図書館を開館
- 1972年12月1日 - 根岸図書館（根岸分館）を開館
- 1974年2月16日 - 石浜図書館（石浜分館）を開館
- 1975年12月 - 組織改変に伴い、根岸・石浜の両分館を図書館へ改称
- 1991年11月13日 - 浅草橋分室を開室
- 2000年9月26日 - 石浜図書館を現用館に改築開館
- 2001年9月26日 - 中央図書館を現在地に移転開館
- 2001年9月26日 - 池波正太郎記念文庫を開設
- 2012年11月17日 - テプコ浅草館から移管された浅草文庫を中央図書館で公開
- 2013年2月5日 - 台東区立図書館雑誌スポンサー制度を開始

## 池波正太郎記念文庫
浅草を故郷とした作家・池波正太郎の業績や作品を広く伝えるため、2001年（平成13年）に中央図書館1階に開設された。蔵書は約10000冊。そのほか自筆原稿13000枚などを収蔵する。書斎が再現されている。
- 開館時間：月～土曜日9:00～20:00　日曜・祝日9:00～17:00
- 休館日：毎月第3木曜日（館内整理日・祝日に当たる場合はその翌日）、年末年始、特別整理期間
※展示替え、資料整理のため臨時休館する場合あり

## 浅草文庫（台東区立中央図書館所蔵）[3]
昭和52年11月浅草観光連盟によって設置された芸能を中心とする浅草関連資料。平成12年からテプコ浅草館で公開されたが、平成23年に同館は閉鎖した。これに伴い、浅草観光連盟が文庫のうちの図書資料を台東区に寄贈した。寄贈を受けた台東区はコレクションを図書館で公開することとし、平成24年11月17日に中央図書館2階の郷土・資料調査室に浅草文庫コーナーを開設した。
同名の「浅草文庫」は他に、元書籍館の浅草文庫、2代目板坂卜斎の浅草文庫、堀田正盛の浅草文庫、大槻如電の浅草文庫がある。